# رأي عام

الذئاب المنتصرة أو التين للرأي العام

الرأي العام هو تكوين فكرة أو حكم على موضوع أو شخص ما، أو مجموعة من المعتقدات القابلة للنقاش وبذلك تكون صحيحة أو خاطئة، وتخص أعضاء في جماعة أو أمة تشترك في الرأي رغم تباينهم الطبقي أو الثقافي أو الاجتماعي، فيعترض ذلك مع الرأي الخاص الذي يشير إلى أمور ومسائل شخصية تتعلق بفرد واحد.
والرأي العام هو ذلك التعبير العلني والصريح الذي يعكس وجهة نظر أغلبية الجماعة تجاه قضية معينة في وقت معين.

## أصل الكلمة
اشتُق مصطلح «الرأي العام» من نظيره الفرنسي opinion publique، الذي استخدمه ميشيل دي مونتين للمرة الأولى في عام 1588 في الإصدار الثاني لمقالاته (الفصل الثاني والعشرين).
يظهر المصطلح الفرنسي أيضًا في عام 1761 في رواية جولي، أو هيلويز الجديدة لجان جاك روسو.
تتضمن سالفات العبارة في الإنجليزية «الرأي العموميّ» لويليم تيمبل (الذي يظهر في كتابه عن أصل الحكومة وطبيعتها الصادر عام 1672) و«قانون الرأي» لجون لوك (الذي يظهر في عمله مقال خاص بالفهم البشري الصادر عام 1689).

## تاريخه
يرجع ظهور الرأي العام بصفته قوة مهمة في المملكة السياسية إلى أواخر القرن السابع عشر، لكن اعتُبر أن الرأي يتمتّع بأهمية استثنائية من قبل ذلك بكثير. كانت فاما بوبليكا أو فوكس إيت فاما كومونيس تتمتع بأهمية قانونية واجتماعية عظيمة منذ القرن الثاني عشر والثالث عشر فصاعدًا. في وقت لاحق، دعا ويليم شكسبير الرأي العام «بخليلة النجاح» واعتقد بليز باسكال أنه كان «ملكة العالم».
في دراسته: مقال خاص بالفهم البشري، اعتبر جون لوك أن الإنسان خاضع لثلاث قوانين: القانون الإلهي، والقانون المدني، والأهم في رأي لوك، قانون الرأي أو السمعة. اعتبر الأخير صاحب الأهمية الأبلغ لأن المقت والرأي الفظ يدفعان الأشخاص إلى الالتزام في سلوكهم بالمعايير الاجتماعية، لكنه مع ذلك لم يعتبر الرأي العام مصدر تأثيرٍ ملائمًا للحكومات.
في مقاله الصادر عام 1672 عن أصل الحكومة وطبيعتها، قدم ويليم تيمبل صيغة مبكرة لأهمية الرأي العام. لاحظَ أنه: «وقتما يسلم عدد كبير من البشر حيواتهم وثرواتهم تسليمًا مطلقًا لإرادة شخص واحد، لا بدّ أن قوة العُرف أو الرأي هي التي تخضع القدرة للسلطة». اختلف تيمبل مع الرأي الشائع بأن أساسات الحكومة تكمن في العقد الاجتماعي واعتقد أن الحكومة قد سُمح لها بالوجود بسبب استحسان الرأي العام فقط.
كانت المتطلبات الأساسية لظهور الميدان العام هي زيادة مستويات التثقّف التي حفّزها الإصلاح، ما شجع الأفراد على قراءة الكتاب المقدس باللهجة العامية، والصحافات المطبوعة سريعة التوسّع. خلال القرن الثامن عشر، استُبدل بالأدب الديني الأدبُ الدنيوي، من روايات ونشرات. كانت مجتمعات القراءة والنوادي تنمو بالتزامن مع ذلك. افتُتحت في مطلع القرن أول مكتبة إعارة وصارت المكتبة العامة رائجة على نطاق واسع ومتاحة للعموم.
في الولايات المتحدة، بزغ الرأي العام في ثلاثينيات القرن الماضي.

### المقاهي
كان المقهى مؤسسة ذات أهمية محورية في تطوير الرأي العام، والتي صارت دارجة في جميع أصقاع أوروبا في أواسط القرن السابع عشر. رغم محاولة الملك تشارلز الثاني قمع مقاهي لندن باعتبارها «أماكن حيث يلتقي المحرورون وينشرون تقرارير فاضحة فيما يتعلق بسلوك جلالته ووزرائه»، فقد توافد الناس إليها. لعدة عقود تلَت الإصلاح، تجمّع الحاذقون حول جون دريدن في مقهى ويلز في راسل ستريت، كوفينت غاردن. كانت المقاهي ممهّدات اجتماعية ممتازة، متاحة أمام الجميع وغير عابئة بالمكانة الاجتماعية، ومقترنة نتيجة لذلك بالمساواة والجمهوريّانيّة.
على نحو أعمّ، صارت المقاهي ملتقيات حيث يمكن تنفيذ الأعمال التجارية، وتبادل الأنباء وقراءة ذا لندن غازيت (نشرات الحكومة). ترجع أصول لويدز لندن إلى مقهى كان يديره إدوارد لويد، حيث التقى وكلاء تأمينات السفن للعمل. بحلول عام 1739، كان ثمة 551 مقهى في لندن. اجتذب كل منها زبانة معينة مقسّمة بحسب المهنة والموقف، كالمحافظين واليمينيين، والحاذقين والسماسرة، والتجار والمحامين، وباعة الكتب والمؤلفين، ورجال الموضة أو «مواطني» مركز المدينة القديم. أراد جوزيف أديسون أن يقال عنه إنه «أخرج الفلسفة من الخزائن والمكاتب لتسكن في النوادي والمجالس، على طاولات الشاي وفي المقاهي». وفقًا لزائر فرنسي، هو أنطوان فرانسوا بريفو، كانت المقاهي «حيث تتمتّع بحق قراءة كل الأوراق الموالية والمعارضة للحكومة، مقاعدَ الحريّة الإنجليزية».

### نوادي النبلاء
انتشرت نوادي النبلاء في القرن الثامن عشر، ولا سيما في ويست إند في لندن. تولّت النوادي الدور الذي كانت المقاهي مضطلعة به إلى حد ما وبلغت أوج تأثيرها في أواخر القرن التاسع عشر. تضمنت الأسماء البارزة وايتس، وبروكس، وآرثرس، وبودلز والتي ما تزال موجودة اليوم.
كان مقدرًا لهذه التغيرات الاجتماعية، التي تحوّل فيها جمهور منغلق وأمّي في معظمه إلى واحدٍ منفتحٍ ومُسيّس، أن تصير ذات أهمية سياسية هائلة في القرن التاسع عشر عندما ذاع تداول وسائل الإعلام على نطاق أوسع من أي وقتٍ مضى وأخذ التثقّف يتطور تطورًا ثابتَ الخطى. تزايد إدراك الحكومات لأهميّة إدارة الرأي العام وتوجيهه. ويتمثّل هذا الميل في مسيرة جورج كانينغ الذي أعاد قولبة حياته السياسية من أصولها الأرستقراطية إلى واحدة ذات قبول شعبي وقتما تنافس على المقعد البرلماني في ليفربول وفاز به، وهي مدينة ذات طبقة وسطى نامية وثرية ساهمت في النفوذ المتنامي «للرأي العام».
كان جيريمي بنثام مدافعًا متحمّسًا عن أهمية الرأي العام في تشكيل الحكم الدستوري. اعتقد أنه من المهم أن تكون كل قرارات الحكومة وتصرفاتها خاضعة لرقابة الرأي العام، ذلك أنه «الضابط الوحيدُ على المارسة الخبيثة لسلطة الحكومة». ارتأى أن الرأي العام يمتلك القدرة على ضمان أن يحكم الحكام من أجل السعادة الأعظم للعدد الأكبر. أدخل الفلسفة النفعية بغية تعريف نظريات الرأي العام.

## مفاهيم
جادل خبير علم الاجتماع الألماني فيرديناند تونيز عبر استخدام الأدوات الفكرية لنظريته عن الجماعة المحلية والمجتمع العام، بأن ’الرأي العام‘ يتمتع بوظيفة اجتماعية في المجتمعات العامة مكافئة للتي يتمتّع بها الدين في المجتمعات المحلية.
ساهم المنظّر الاجتماعي الألماني يورغن هابرماس بفكرة الحيز العام في مناقشة الرأي العام. وفقًا لهابرماس، فالحيز العام، أو العموم البرجوازي، هو حيث «يمكن أن يتشكل شيء يقترب من الرأي العام» (2004، الصفحة 351). ادعى هابرماس أن الحيز العام يتميز بالوصول الشامل، والنقاش العقلاني، وتجاهل المرتبة. ومع ذلك، فهو يعتقد بأن هذه السمات الثلاثة لكيفية تشكيل الرأي العام على أفضل وجه لم تعُد موجودة في البلدان الديمقراطية الليبرالية الغربية. الرأي العام، في الديمقراطية الغربية معرض بصورة كبيرة لتلاعب النخبة.

## تعريفات للرأي العام
- التعبير عن آراء جماعة من الأشخاص إزاء قضايا، مسائل أو مقترحات معينة تهمهم، سواء أكانوا مؤيدين أو معارضين لها، بحيث يؤدي موقفهم بالضرورة إلى التأثير السلبي أو الإيجابي على الأحداث بطريقة مباشرة أو غير مباشرة في لحظة معينة من التأريخ.[14]
- حكم عقلي يصدر من جمهور من الناس يشتركون بالشعور بالانتماء ويرتبطون بمصالح مشتركة إزاء موقف من المواقف أو تصرف من التصرفات أو مسألة من المسائل التي يثار حولها الجدل بعد مناقشة عقلية.[15]
- الرأي الغالب أو الاعتقاد السائد أو إجماع الآراء أو الاتفاق الجماعي لدى غالبية فئات الشعب أو الجمهور تجاه أمر أو ظاهرة أو قضية أو موضوع معين يدور حوله الجدل، وهذا الإجماع له قوة وتأثير على القضية أو الموضوع الذي يتعلق به.[16]
- مجموع معين من الأفكار والمفاهيم التي تعبر عن مواقف مجموعة أو عدة مجموعات اجتماعية إزاء أحداث أو ظواهر من الحياة الاجتماعية، إزاء نشاط الطبقات والأفراد.[17]
- وجهات النظر والشعور السائد بين جمهور معين في وقت معين إزاء موقف أو مشكلة من المشكلات.[18]
- اتجاهات ومواقف الناس إزاء موضوع معين حين يكون هؤلاء الناس أعضاء في نفس الجماعة المعينة.[19]
- الرأي الذي ينتج عن المؤثرات وردود الأفعال المتبادلة بين أفراد أية جماعة كبيرة من الناس.[20]
- اصطلاح مستخدم للتعبير عن مجموعة الآراء التي يدين بها الناس إزاء المسائل التي تؤثر في مصالحهم العامة والخاصة.[21]
- الرأي المشترك خصوصا عندما يظهر أنه رأي العامة من الناس.[22]
- قبول وجهة نظر واحدة من بين وجهتي نظر متعارضتين أو وجهات نظر كثيرة متعارضة على حين أن كل واحدة منها تصلح لأن يتقبلها العقل الرشيد بوصفها وجهة النظر الوحيدة الصادقة[بحاجة لمصدر].

## الرأي العام والاتجاه العام
- الاتجاه العام هو حالة افتراضية أو متوقعة تعكس دافع واستعداد أو ميل لدى معظم أفراد الجماعة لتبني وجهة نظر لتأييد أو رفض موقف لم يتحدد بعد، والاتجاه له تأثير توجيهي على استجابة الفرد حول جميع المواقف والموضوعات التي تستثير هذه الاستجابة ... إذن فالاتجاه هو استعداد نفسي لاستجابة سلوكية معينة تجاه موقف معين لم يتحدد بعد.
- بمعنى آخر فالاتجاه العام في حد ذاته لا يعدو كونه منطلقاً فكرياً أو دافعاً سلوكياً للأفراد، ويشير الاتجاه العام إلى ما توارثه المجتمع من قيم اجتماعية (معتقدات، ميراث ثقافي وحضاري، عادات وتقاليد) تلك القيم أو العوامل تعمل كموجه أو محفز للأفراد في أي مجتمع، وتسهم في نهاية الأمر في تحديد أو تكوين آراء الأفراد بصدد القضايا المتعددة (مختلفة كانت أم متشابهة) التي ترتبط باهتماماتهم ومصالحهم الرئيسية.
- إذن فالاتجاه العام هو مجرد ميل يعكس خلفية ثقافية ورصيداً قيمياً غالباً ما يستخدمه الفرد في تقديره وتقييمه للمواقف والأحداث المحيطة.
- والاتجاه قد يكون مصدراً أساسياً للرأي، أي أن الرأي قد يقوم جزئياً على الاتجاه ويرتبط به.[23]

## أقسام الرأي العام
للرأي العام عدة أقسام منها:
- الرأي العام العفوي: الذي يحصل تجاه جماعة في وقت ومكان محدد ويتقلب للعوامل المؤثرة فيه، مثلا عندما يجتمع الناس حول الخباز، يجمعهم شيء واحد وهو الحصول على الخبز، فهذا نمط يحصل بصورة عفوية.[24]
- الرأي العام التحصيلي: الذي يريده الإنسان لتغيير بنية المجتمع من سيئ إلى حسن، أو من حالة فساد إلى حالة إصلاح، ولتحقيق هذه الغاية لابد من تهيئة الرأي العام، الذي يمثل أداة فاعلة وحقيقية للوصول إلى الهدف.[24]
- الرأي العام الخامل: كأن يقف الشعب موقف اللامبالاة أمام الحكومة لضغف أو لخوف أو ما أشبه ذلك.[بحاجة لمصدر]
- الرأي العام الفعال: كأن يقوم الشعب ضد الحكومة القائمة بثورة شعبية تسقط الحكومة.[بحاجة لمصدر]
- الرأي العام المؤقت: وهو الذي يرتبط بموضوع أو زمان أو مكان محدود بسبب كارثة أو زلزال أو فيضان.[بحاجة لمصدر]
- الرأي العام الكلي: وهو ما يتصل بالدين والأخلاق العامة والعادات والتقاليد.[بحاجة لمصدر]
- الرأي العام الباطني: هو رضى المجتمع عن شيء دون أن يستطيع اظهار رأيه والتعبير عنه جهرا فيحتفظ في باطنه سلبا أو إيجابا، وسبب عدم الإفصاح عن الرأي هو الخوف من الضرر أو فوات المنافع أو بدافع ملاحظة الأهم والمهم أو ما شابه ذلك.[بحاجة لمصدر]
- الرأي العام الظاهري وهو أن يكون الشعب قد استطاع بوسائل الإعلام المختلفة أن يعبـّر عن رأيه في موضوع معيّن كتعبير الأفراد في المجتمعات الديمقراطية.[بحاجة لمصدر]

## عناصر الرأي العام
- الناس
- المعرفة
- القيم المشتركة
- السلوك
- الأحداث والوقائع
- المعتقدات
- الأرض
- العادات
- الاتجاهات والميول والمواقف
- الأسرة
- المدارس
- الخرافات والأساطير
- القادة